# Нафтогазовий поклад
Нафтогазовий поклад (рос. нефтегазовая залежь, англ. oil and gas pool, нім. Erdöl- und Erdgas-Lagerstätte f, Erdöl - und Erdgas-Lager n) — нафтовий поклад з газовою шапкою; відрізняється перевищенням об'єму нафтової частини єдиного покладу над газовою.
На відміну від нафтогазоконденсатного покладу газова частина Н.п. практично не містить рідких вуглеводнів у стані зворотного випаровування. Газові шапки бувають первинними і вторинними. Останні утворюються за рахунок виділення газу у вільну фазу в процесі розробки нафт. покладів в режимі розчиненого газу, коли пластовий тиск став нижчим від тиску насичення нафти. Газова частина Н.п. характеризується термобаричними параметрами і складом газу, який відрізняється від розчиненого газу контактуючої з ним нафтової частини покладу більшим вмістом метану і мен-шою концентрацією його гомологів. Осн. параметри нафтової частини покладу — тиск насичення, властивості пластової на-фти, газовий фактор і ін. Газові шапки в залежності від розмірів поділяють на промислові або непромислові. У першому випадку Н.п. розробляються з урахуванням взаємодії газових і нафтових частин. Пластова енергія в стисненому газі газової шапки відіграє велику роль на першій стадії розробки нафтової частини Н.п. (газонапірний режим розробки). Якщо газова шапка непромислова, поклад розробляється як нафтовий з розчиненим газом.